# Thorpe Willoughby
Thorpe Willoughby – wieś w Anglii, w hrabstwie North Yorkshire, w dystrykcie (unitary authority) North Yorkshire. Leży 21 km na południe od miasta York i 261 km na północ od Londynu.